# Premi de Novel·la Valldaura-Memorial Pere Calders
El Premi de Novel·la Valldaura-Memorial Pere Calders és un guardó literari convocat anualment per l'Ajuntament de Cerdanyola del Vallès i la Universitat Autònoma de Barcelona, que premia novel·les inèdites escrites en català. Es va crear el 2001 de la fusió dels premis Valldaura i Memorial Pere Calders, convocats per l'Ajuntament i la UAB respectivament i forma part dels Premis Literaris de Cerdanyola. La novel·la guanyadora es publica pel Servei de Publicacions de la UAB. Inicialment tenia una dotació de 5.000 euros. El 2021 la dotació era de 3.000 euros.
El premi porta el nom de l'escriptor barceloní Pere Calders.

## Guanyadors[4]
- 2001: Mònica Esbert, per Tardor d’estiu
- 2002: Jordi Bonet Coll, per S'ha trencat alguna cosa[1]
- 2003: Josep Maria Riera i Gassiot, per Les il·lusions perpètues
- 2004: Rosa Pagès Pallisé, per M'he descuidat de dir-te gràcies
- 2005: Josep Romeu i Bisbe, per Temps de pluja
- 2006: Lluís Oliván Sibat, per El món líquid
- 2007: Edgar Cantero, per Baileys n'coke
- 2008: Anna Masip Argilaga, per Retrobar la salut, publicada amb el títol Al fons, Barcelona[5]
- 2009: Joan Comelles i Baulenas, per La casa de les heures
- 2010: Santiago Diaz i Cano, per Memòries d'un porc
- 2011: Núria Ribalta, per L'ombra de Proteu
- 2012: Miquel Aguirre i Oliveras, per La cortina de saca[6]
- 2013: Anna Salgot i de Marçay, per Notícies del passat
- 2014: Francesc Xavier Torrents, per La memòria del cor
- 2015: Sònia Parella Rubio, per Baraca
- 2016: Núria Broquetas Marcet, per El llagut de foc
- 2017: Gabriel Martínez Surinyac, per El foraster del Congost
- 2018: Josep Domingo-Ferrer, per Miratge alemany
- 2019: Roser Blàzquez Gómez, per La volada del pinsà
- 2020: Arià Paco Abenoza, per Mentir a les mosques
- 2021: Gemma Romeu Puntí, per Silenci al fiord[7]
- 2022: Francesc Puigpelat i Valls, per L'estiu que vam jugar a ser Hercules Poirot[8]

### Premis Pere Calders de narrativa
- 1998: Pere-Joan Cardona, per Idrisa, em dic Idrisa
- 1999: Jordi Cervera Nogués, per Professions liberals
- 2000: desert[9]